# Jérôme Onguéné
Jérôme Junior Onguéné (Mbalmayo, 22 de diciembre de 1997) es un futbolista camerunés que juega como defensa y se encuentra sin equipo tras abandonar el Eintracht Fráncfort.

## Estadísticas

### Clubes
| Club                              | Div.          | Temporada     | Liga nacional(1) | Liga nacional(1) | Copas nacionales(2) | Copas nacionales(2) | Torneos internacionales(3) | Torneos internacionales(3) | Total | Total | Media goleadora |
| Club                              | Div.          | Temporada     | Part.            | Goles            | Part.               | Goles               | Part.                      | Goles                      | Part. | Goles | Media goleadora |
| --------------------------------- | ------------- | ------------- | ---------------- | ---------------- | ------------------- | ------------------- | -------------------------- | -------------------------- | ----- | ----- | --------------- |
| F. C. Sochaux-Montbéliard Francia | 2.ª           | 2014-15       | 3                | 0                | 1                   | 0                   | ―                          | ―                          | 4     | 0     | 0               |
| F. C. Sochaux-Montbéliard Francia | 2.ª           | 2015-16       | 32               | 1                | 7                   | 0                   | ―                          | ―                          | 39    | 1     | 0.03            |
| F. C. Sochaux-Montbéliard Francia | 2.ª           | 2016-17       | 10               | 0                | 4                   | 0                   | ―                          | ―                          | 14    | 0     | 0               |
| F. C. Sochaux-Montbéliard Francia | Total club    | Total club    | 45               | 1                | 12                  | 0                   | 0                          | 0                          | 57    | 1     | 0.02            |
| VfB Stuttgart II · Alemania       | 4.ª           | 2016-17       | 2                | 0                | ―                   | ―                   | ―                          | ―                          | 2     | 0     | 0               |
| VfB Stuttgart II · Alemania       | Total club    | Total club    | 2                | 0                | 0                   | 0                   | 0                          | 0                          | 2     | 0     | 0               |
| F. C. Liefering · Austria         | 2.ª           | 2017-18       | 3                | 0                | ―                   | ―                   | ―                          | ―                          | 3     | 0     | 0               |
| F. C. Liefering · Austria         | Total club    | Total club    | 3                | 0                | 0                   | 0                   | 0                          | 0                          | 3     | 0     | 0               |
| Red Bull Salzburgo · Austria      | 1.ª           | 2017-18       | 17               | 4                | 4                   | 1                   | 1                          | 0                          | 22    | 5     | 0.23            |
| Red Bull Salzburgo · Austria      | 1.ª           | 2018-19       | 13               | 3                | 4                   | 0                   | 5                          | 0                          | 22    | 3     | 0.14            |
| Red Bull Salzburgo · Austria      | 1.ª           | 2019-20       | 23               | 1                | 5                   | 0                   | 6                          | 1                          | 34    | 2     | 0.06            |
| Red Bull Salzburgo · Austria      | 1.ª           | 2020-21       | 9                | 1                | 2                   | 0                   | 4                          | 0                          | 15    | 1     | 0.07            |
| Genoa C. F. C. · Italia           | 1.ª           | 2020-21       | 4                | 0                | 0                   | 0                   | ―                          | ―                          | 4     | 0     | 0               |
| Genoa C. F. C. · Italia           | Total club    | Total club    | 4                | 0                | 0                   | 0                   | 0                          | 0                          | 4     | 0     | 0               |
| Red Bull Salzburgo · Austria      | 1.ª           | 2021-22       | 11               | 2                | 2                   | 0                   | 5                          | 0                          | 18    | 2     | 0.11            |
| Eintracht Fráncfort · Alemania    | 1.ª           | 2022-23       | 0                | 0                | 0                   | 0                   | 0                          | 0                          | 0     | 0     | 0               |
| Eintracht Fráncfort · Alemania    | Total club    | Total club    | 0                | 0                | 0                   | 0                   | 0                          | 0                          | 0     | 0     | 0               |
| Red Bull Salzburgo · Austria      | 1.ª           | 2022-23       | 0                | 0                | 0                   | 0                   | 0                          | 0                          | 0     | 0     | 0               |
| Red Bull Salzburgo · Austria      | Total club    | Total club    | 73               | 11               | 17                  | 1                   | 21                         | 1                          | 111   | 13    | 0.12            |
| Servette F. C. Suiza              | 1.ª           | 2023-24       | 2                | 0                | 1                   | 0                   | 0                          | 0                          | 3     | 0     | 0               |
| Servette F. C. Suiza              | Total club    | Total club    | 2                | 0                | 1                   | 0                   | 0                          | 0                          | 3     | 0     | 0               |
| Total carrera                     | Total carrera | Total carrera | 129              | 12               | 30                  | 1                   | 21                         | 1                          | 180   | 14    | 0.08            |

### Resumen estadístico
| Competición           | Partidos | Goles | Media goleadora |
| --------------------- | -------- | ----- | --------------- |
| Ligas nacionales      | 95       | 8     | 0.08            |
| Copas nacionales      | 25       | 1     | 0.04            |
| Copas internacionales | 12       | 1     | 0.08            |
| Selección camerunesa  | 5        | 0     | 0               |
| Total                 | 137      | 10    | 0.07            |

## Palmarés

### Títulos nacionales
| Título          | Club               | País    | Año  |
| --------------- | ------------------ | ------- | ---- |
| Bundesliga      | Red Bull Salzburgo | Austria | 2018 |
| Copa de Austria | Red Bull Salzburgo | Austria | 2019 |
| Bundesliga      | Red Bull Salzburgo | Austria | 2019 |
| Copa de Austria | Red Bull Salzburgo | Austria | 2020 |
| Bundesliga      | Red Bull Salzburgo | Austria | 2020 |
| Bundesliga      | Red Bull Salzburgo | Austria | 2022 |
| Copa de Austria | Red Bull Salzburgo | Austria | 2022 |
| Bundesliga      | Red Bull Salzburgo | Austria | 2023 |
| Copa de Suiza   | Servette F. C.     | Suiza   | 2024 |

### Títulos internacionales
| Título                    | Club (*)       | País     | Año  |
| ------------------------- | -------------- | -------- | ---- |
| Campeonato Europeo sub-19 | Francia sub-19 | Alemania | 2016 |

(*) Incluyendo la selección.